# Rehberg (Neuhaus an der Pegnitz)
Rehberg ist ein Gemeindeteil des Marktes Neuhaus an der Pegnitz im Landkreis Nürnberger Land (Mittelfranken, Bayern). Rehberg liegt in der Gemarkung Rothenbruck.

## Lage
Die Einöde liegt oberhalb des Pegnitztales südöstlich von Neuhaus, nördlich von Bärnhof und östlich von Finstermühle und Rothenbruck. Im Süden befindet sich Fraisfels und im Norden die Karsthöhle Distlergrotte. Rehberg ist von Feldern und Wäldern umgeben. Südlich von Fraisfels liegt der Rehberg (442 m), nordöstlich Krottensee.

## Geschichte
Im Jahr 1794 errichtete der Schmierbrenner Georg Schwemmer einen Brennofen und ein hölzernes Wohnhaus als Ursprung des Ortes. In den folgenden 100 Jahren wechselte das Anwesen neunmal den Besitzer. Johann Kleppmann von Morswinkel kaufte es 1905. 1988 hatte Rehberg zwei Häuser und elf Einwohner.